# Isomyia iris
Isomyia iris är en tvåvingeart som beskrevs av James 1970. Isomyia iris ingår i släktet Isomyia och familjen Rhiniidae. Inga underarter finns listade i Catalogue of Life.